# Germano Vailati
Germano Vailati (* 30. August 1980 in Lugano) ist ein ehemaliger Schweizer Fussballtorhüter. Er stand zuletzt von 2012 bis 2018 beim FC Basel in der Schweizer Super League unter Vertrag.

## Vereine

### Tessin, Sion, Metz
Vailati spielte bei diversen Tessiner Vereinen, bevor ihm beim FC Sion der Durchbruch gelang. Mit diesem gewann er 2006 den Schweizer Cup. In den Jahren 2008 und 2009 war er für einige Monate beim lothringischen Verein FC Metz unter Vertrag, ein Klub der damals in der zweithöchsten Liga von Frankreich (Ligue 2) spielte. In Metz wurde er 18 Mal eingesetzt.

### FC St. Gallen
In den Jahren 2010 bis 2012 spielte er für den Schweizer Super-League-Verein FC St. Gallen und stand in den zwei Saisons 40 Mal in der Startelf.

### FC Basel
Beim FC Basel (FCB) war er in der Mannschaftshierarchie hinter Tomáš Vaclík (früher Yann Sommer) die Nummer 2 und wurde vor allem beim Schweizer Cup eingesetzt.
Unter Trainer Urs Fischer gewann Vailati am Ende der Meisterschaften 2015/16 und 2016/17 den Meistertitel mit dem FCB. Für den Club war es der 8. Titel in Serie und insgesamt der 20. Titel in der Vereinsgeschichte. Sie gewannen auch den Schweizer Cup am 25. Mai 2017 mit 3:0 gegen Sion und somit das Double.

## Nationalmannschaft
Im Oktober 2007 wurde Vailati für die Schweizer Fussballnationalmannschaft aufgeboten, kam aber nicht zum Einsatz.

## Titel und Erfolge
FC Sion
- Challenge-League-Meister: 2005/06
- Schweizer Cupsieger: 2005/06

FC St. Gallen
- Challenge-League-Meister: 2011/12

FC Basel
- Schweizer Meister: 2012/13, 2013/14, 2014/15 2015/16, 2016/17
- Schweizer Cupsieger: 2016/17

## Leben nach dem Fussball
2017 eröffnete Vailati, passionierter Angler, zusammen mit dem früheren Eishockey-Profi Claudio Moggi unter dem Namen fishbreak ein Reisebüro für Angelreisen.